# Dr. Quest
Dr. Benton Quest é o pai de Jonny Quest, personagem de uma série de TV de mesmo nome criada por Hanna-Barbera. Ele é um cientista estadunidense que faz descobertas que ajudam seu país como o uso do raio laser, ondas sônicas e etc. Essas descobertas o levam junto a seu filho e seus amigos a viverem muitas aventuras, já que os vilões sempre querem se apoderar de seus achados.